# 天文学报
《天文学报》（拉丁語：Acta Astronomica Sinica）创刊于1953年，由中国天文学会、中国科学院紫金山天文台主办，是中华人民共和国最早的天文学术期刊，编辑部位于南京市栖霞区元化路10号紫金山天文台。自1979年起从半年刊改为季刊，2011年起变更为双月刊。发表天体物理、天体力学、天体测量等天文各大分支学科以及天文仪器、天文学史和天文观测新发现等方面的科学成果。从2001年开始，《天文学报》所发表论文的英文摘要可通过天体物理数据系统(ADS)查找。
荷兰爱思唯尔出版社出版的《Chinese Astronomy and Astrophysics》是其编辑部从中文版《天文学报》、《空间科学学报》和《天文学进展》所发表论文中挑选和翻译的。